# Caesalpinia furfuracea
Caesalpinia furfuracea là một loài thực vật có hoa trong họ Đậu. Loài này được (Prain) Hattink miêu tả khoa học đầu tiên.